# Torricella in Sabina
Torricella in Sabina és un comune (municipi) de la província de Rieti, a la regió italiana del Laci, situat a uns 45 km al nord-est de Roma i a uns 20 km al sud de Rieti. A 1 de gener de 2019 la seva població era de 2.666 habitants.
Torricella in Sabina limita amb els següents municipis: Belmonte in Sabina, Casaprota, Monteleone Sabino, Montenero Sabino, Poggio Moiano, Poggio San Lorenzo, Rieti i Rocca Sinibalda.
Es troba a prop de l'antiga Via Salaria, i a l'edat mitjana era una possessió de l'Abadia de Farfa.